# Gesellschaft für Gestalttheorie und ihre Anwendungen
Die Gesellschaft für Gestalttheorie und ihre Anwendungen e. V., auch Society for Gestalt Theory and its Applications (GTA), ist eine internationale wissenschaftliche Vereinigung zur Weiterentwicklung des gestalttheoretischen Ansatzes in Forschung und Anwendung. Sie wurde 1978 in Deutschland gegründet, um der Gestalttheorie – deren namhafteste Vertreter in der Zeit des Nationalsozialismus aus Deutschland vertrieben worden waren – wieder einen organisierten Rahmen der internationalen Zusammenarbeit und des wissenschaftlichen Austausches zu geben.
Die GTA vernetzt inzwischen Mitglieder aus der Forschungs- und Anwendungspraxis in zahlreichen wissenschaftlichen Disziplinen in vielen Ländern der Welt. Die historisch bedeutendsten Zentren der Anwendung der Gestalttheorie – der deutsche Sprachraum, Italien, Japan und die USA – haben dabei naturgemäß auch heute das größte Gewicht. Thematisch sind neben den klassischen Gebieten der Wahrnehmungsforschung, der Verhaltenswissenschaften und angewandten Psychologie, der Lernforschung, der klinischen Psychologie und Psychotherapie auch die Kunsttheorie, das Design, die Musikwissenschaft, die Anwendung der Gestalttheorie in der Artificial Intelligence, aber auch in der Wirtschaftswissenschaft und in verschiedenen naturwissenschaftlichen Disziplinen Gegenstand des Austausches zwischen den Mitgliedern der Gesellschaft und ihrem weiteren Umfeld.
Diesem Austausch dienen auch die alle zwei Jahre stattfindenden internationalen wissenschaftlichen Arbeitstagungen der GTA sowie dazwischen stattfindende zusätzliche Fachsymposien zu bestimmten Themen oder Anwendungsbereichen. Diese internationalen Tagungen und Symposien fanden seit 1979 an Universitäten und Hochschulen in Deutschland, Finnland, Italien, Kroatien, Lettland, Polen und Österreich statt.
Seit 1979 gibt die GTA zweisprachig (in Englisch/Deutsch) die internationale multidisziplinäre Zeitschrift Gestalt Theory heraus, die seit 2012 als Open Access Zeitschrift geführt wird, seit 2017 beim Verlag Sciendo (de Gruyter).
Ebenfalls alles zwei Jahre vergibt die GTA den internationalen Wolfgang Metzger Preis / Wolfgang Metzger Award für herausragende Leistungen in der Anwendung und Weiterentwicklung der Gestalttheorie. Die bisherigen Preisträger waren: Gaetano Kanizsa und Riccardo Luccio (Italien, 1987), Gunnar Johansson (Schweden, 1989), Giovanni Bruno Vicario (Italien, 1999) und Yoshie Kiritani (Japan, 1999), Peter Ulric Tse (USA, 2002), Fredrik Sundqvist (Schweden, 2005), Cees van Leeuwen (Niederlande/Japan, 2007), Baingio Pinna (Italien, 2009), Tom Steinert (Deutschland, 2011) und Johan Wagemans (Belgien, 2011), Jan Koenderink (Niederlande, 2015), Karen Brüning (Deutschland, 2017), Dirk Paul Bogner (Deutschland, 2019) und Michael Stadler (Österreich, 2019), Mauro Antonelli (Italien, 2022), Laura Messini-Argenton (Italien, 2024), Tamara Prest (Italien, 2024), Ian F. Verstegen (USA, 2024), Tiziano Agostini (Italien, 2024).  
Die Ehrenmitgliedschaft der GTA wurde von folgenden Persönlichkeiten angenommen: Anna Arfelli Galli (2013), Rudolf Arnheim (1984), Walter Asmus (1979), Giuseppe Galli (2007), Kurt Gottschaldt (1991), Kurt Guss (2019), Gaetano Kanizsa (1981), Jürgen Kriz (2015), Gisela Kubon-Gilke (2017), Abraham S. Luchins (1993), Edith H. Luchins (1998), Wera Mahler (1990), Wolfgang Metzger (Ehrenvorsitzender, 1978), Edwin Rausch (1978), Manès Sperber (1978), Gerhard Stemberger (2022), Hans-Jürgen P. Walter  (Ehrenvorsitzender, 1999), Michael Wertheimer (2007), Mario Zanforlin (2007).